# Реджинальд Енгельбах
Реджинальд «Рекс» Енгельбах (англ. Reginald "Rex" Engelbach, 9 липня 1888, Мортонгемпстед, Велика Британія — 26 лютого 1946, Каїр, Єгипет) — англійський єгиптолог та інженер. Він відомий переважно своїми роботами в Єгипетському музеї Каїра, перш за все складанням реєстру артефактів, що належать музею.

## Біографія
Спочатку здобувши інженерну освіту, Енгельбах був змушений припинити навчання у 1908 році через тривалу хворобу; у 1909-10 роках він поїхав на одужання до Єгипту, де захопився давньоєгипетською культурою. У 1911 році він почав співпрацювати із сером Фліндерсом Пітрі як його асистент, проводячи розкопки в різних місцях, таких як Геліополіс, Рікке та Хараге. Пізніше він також проводив розкопки на Близькому Сході.
У 1915 році він одружився, а в 1920-21 роках, після Першої світової війни, відновив роботу з Петрі над його розкопками в Ель-Лахуні та Абу-Горабі. Згодом він отримав значну кількість нагород та відзнак і почав працювати в Каїрському музеї. Його кар'єра, що склалася як на місцях, так і в музеях, завершилася створенням Реєстру старожитностей у Каїрському музеї. Він помер у Каїрі 26 лютого 1946 року.

## Значні праці
- 1946. Вступ до єгипетської археології. Зі спеціальними посиланнями на Єгипетський музей, Каїр[2]
- 1931. Покажчик єгипетських та суданських пам'яток, з яких Каїрський музей містить старожитності[3]
- 1930. Давньоєгипетське масонство, з Сомерсом Кларком[4]
- 1927. Гуроб, з Гаєм Брантоном
- 1924. Доповнення до топографічного каталогу приватних гробниць Фів, № 253-254. З деякими примітками про Некрополь з 1913 по 1924 рік
- 1923. Хараге, з Баттіскомбом Ганном
- 1923. Проблема обелісків, з дослідження незавершеного обеліска в Асуані
- 1922. Асуанський обеліск, з деякими зауваженнями щодо стародавньої інженерії
- 1915. Рікке та Мемфіс VI, з розділами М.А. Мюррея, Г. Пітрі та В.М.Ф. Пітрі